# Trichoneura ciliata
Trichoneura ciliata là một loài thực vật có hoa trong họ Hòa thảo. Loài này được (Peter) S.M.Phillips miêu tả khoa học đầu tiên năm 1974.